# Screen Actors Guild Award for Outstanding Performance by a Female Actor in a Comedy Series
Screen Actors Guild Award for Outstanding Performance by a Female Actor in a Comedy Series er en award, som uddeles af Screen Actors Guild for at ære den flotteste skuespiller-præsentation, som bedste kvindelige skuespiller i en komedie-serie.

## Vindere og nominerede

### 1990'erne
1994: Helen Hunt, Mad About You 
- Ellen DeGeneres, Ellen
- Candice Bergen, Murphy Brown
- Roseanne Barr, Roseanne
- Julia Louis-Dreyfus, Seinfeld

1995: Christine Baranski, Cybill 
- Lisa Kudrow, Friends
- Helen Hunt, Mad About You
- Candice Bergen, Murphy Brown
- Julia Louis-Dreyfus, Seinfeld

1996: Julia Louis-Dreyfus, Seinfeld 
- Kristen Johnston, 3rd Rock from the Sun
- Christine Baranski, Cybill
- Ellen DeGeneres, Ellen
- Helen Hunt, Mad About You

1997: Julia Louis-Dreyfus, Seinfeld 
- Calista Flockhart, Ally McBeal
- Ellen DeGeneres, Ellen
- Helen Hunt, Mad About You
- Kirstie Alley, Veronica's Closet

1998: Tracey Ullman, Tracey Takes On... 
- Calista Flockhart, Ally McBeal
- Amy Pietz, Caroline in the City
- Lisa Kudrow, Friends
- Julia Louis-Dreyfus, Seinfeld

1999: Lisa Kudrow, Friends 
- Calista Flockhart, Ally McBeal
- Lucy Liu, Ally McBeal
- Sarah Jessica Parker, Sex and the City
- Tracey Ullman, Tracey Takes On...

### 2000'erne
2000: Sarah Jessica Parker, Sex and the City 
- Calista Flockhart, Ally McBeal
- Jane Kaczmarek, Malcolm in the Middle
- Debra Messing, Will & Grace
- Megan Mullally, Will & Grace

2001: Megan Mullally, Will & Grace 
- Patricia Heaton, Everybody Loves Raymond
- Jennifer Aniston, Friends
- Kim Cattrall, Sex and the City
- Sarah Jessica Parker, Sex and the City

2002: Megan Mullally , Will & Grace 
- Patricia Heaton, Everybody Loves Raymond
- Jennifer Aniston, Friends
- Jane Kaczmarek, Malcolm in the Middle
- Kim Cattrall, Sex and the City

2003: Megan Mullally, Will & Grace 
- Patricia Heaton, Everybody Loves Raymond
- Doris Roberts, Everybody Loves Raymond
- Lisa Kudrow, Friends
- Debra Messing, Will & Grace

2004: Teri Hatcher, Desperate Housewives 
- Patricia Heaton, Everybody Loves Raymond
- Doris Roberts, Everybody Loves Raymond
- Sarah Jessica Parker, Sex and the City
- Megan Mullally, Will & Grace

2005: Felicity Huffman, Desperate Housewives 
- Candice Bergen, Boston Legal
- Patricia Heaton, Everybody Loves Raymond
- Mary-Louise Parker, Weeds
- Megan Mullally, Will & Grace

2006: America Ferrera, Ugly Betty 
- Felicity Huffman, Desperate Housewives
- Jaime Pressly, My Name Is Earl
- Julia Louis-Dreyfus, The New Adventures of Old Christine
- Mary-Louise Parker, Weeds
- Megan Mullally, Will & Grace

2007: Tina Fey, 30 Rock
- Christina Applegate, Samantha Who?
- America Ferrera, Ugly Betty
- Mary-Louise Parker, Weeds
- Vanessa Williams, Ugly Betty

2008: Tina Fey – 30 Rock 
- Christina Applegate – Samantha Who?
- America Ferrera – Ugly Betty
- Mary-Louise Parker – Weeds
- Tracey Ullman – Tracey Ullman's State of the Union

2009 – Tina Fey – 30 Rock 
- Christina Applegate – Samantha Who?
- Toni Collette – The United States of Tara
- Edie Falco – Nurse Jackie
- Julia Louis-Dreyfus – The New Adventures of Old Christine

### 2010'erne
2010 – Betty White – Hot in Cleveland som Elka Ostrovsky
- Edie Falco – Nurse Jackie som Jackie Peyton
- Tina Fey – 30 Rock som Liz Lemon
- Jane Lynch – Glee som Sue Sylvester
- Sofia Vergara – Modern Family som Gloria Delgado-Pritchett

2011 – Betty White – Hot in Cleveland som Elka Ostrovsky
- Julie Bowen – Modern Family som Claire Dunphy
- Edie Falco – Nurse Jackie som Jackie Peyton
- Tina Fey – 30 Rock som Liz Lemon
- Sofia Vergara – Modern Family som Gloria Delgado-Pritchett